# Kebagoran
Kebagoran is een bestuurslaag in het regentschap Kebumen van de provincie Midden-Java, Indonesië. Kebagoran telt 1622 inwoners (volkstelling 2010).